# Ермолаев, Вадим Леонидович
Вадим Леонидович Ермолаев (14 февраля 1989, Магнитогорск) — российский хоккеист, крайний нападающий.

## Карьера
Воспитанник магнитогорского хоккея. Начал карьеру в 2007 году в составе магнитогорского «Металлурга», выступая до этого за его фарм-клуб. В своём дебютном сезоне провёл 17 матчей, набрав 2 (1+1) очка, став вместе с клубом бронзовым призёром чемпионата России. В следующем сезоне Ермолаев не сумел набрать ни одного очка в 28 проведённых матчах за «Металлург», тем не менее и бронзовые награды дебютного сезона Континентальной хоккейной лиги, а также стал финалистом Лиги чемпионов.
Сезон 2009/2010 Вадим провёл в клубе Молодёжной хоккейной лиги «Стальные Лисы», вместе с которым стал победителем первого в истории розыгрыша Кубка Харламова, набрав 40 (20+20) очков в 55 матчах. 22 июля 2010 года вместе с партнёром по «Стальным Лисам» Алексеем Ишмаметьевым подписал контракт с астанинским «Барысом». Тем не менее, в сезоне 2010/11 Вадим провёл лишь два матча в КХЛ, в основном выступая в чемпионате Казахстана, в котором он вместе с фарм-клубом «Барыса» стал серебряным призёром.

## Достижения
- Бронзовый призёр чемпионата России 2008.
- Бронзовый призёр КХЛ 2009.
- Финалист Лиги чемпионов 2009.
- Обладатель Кубка Харламова 2010.
- Серебряный призёр чемпионата Казахстана 2011.

## Статистика выступлений
Последнее обновление: 14 декабря 2011 года
|                 |                 |                      | Регулярный сезон | Регулярный сезон | Регулярный сезон | Регулярный сезон | Регулярный сезон | Регулярный сезон | Плей-офф | Плей-офф | Плей-офф | Плей-офф | Плей-офф | Плей-офф |
| Сезон           | Команда         | Лига                 | Игр              | Г                | П                | Очк              | +/-              | Штр              | Игр      | Г        | П        | Очк      | +/-      | Штр      |
| --------------- | --------------- | -------------------- | ---------------- | ---------------- | ---------------- | ---------------- | ---------------- | ---------------- | -------- | -------- | -------- | -------- | -------- | -------- |
| 2005/2006       | Металлург Мг-2  | Первая лига          | 33               | 6                | 5                | 11               | --               | 18               | —        | —        | —        | —        | —        | —        |
| 2006/2007       | Металлург Мг-2  | Первая лига          | 21               | 6                | 4                | 10               | --               | 12               | —        | —        | —        | —        | —        | —        |
| 2007/2008       | Металлург Мг-2  | Первая лига          | 37               | 29               | 25               | 54               | --               | 90               | —        | —        | —        | —        | —        | —        |
| 2007/2008       | Металлург Мг    | Суперлига            | 11               | 1                | 0                | 1                | -2               | 0                | 6        | 0        | 1        | 1        | +1       | 2        |
| 2008/2009       | Металлург Мг-2  | Первая лига          | 20               | 10               | 9                | 19               | --               | 20               | —        | —        | —        | —        | —        | —        |
| 2008/2009       | Металлург Мг    | КХЛ                  | 15               | 0                | 0                | 0                | -5               | 2                | 10       | 0        | 0        | 0        | -3       | 0        |
| 2008/2009       | Металлург Мг    | ЛЧ                   | 3                | 0                | 0                | 0                | --               | 0                | —        | —        | —        | —        | —        | —        |
| 2009/2010       | Стальные Лисы   | МХЛ                  | 40               | 15               | 13               | 28               | +16              | 34               | 15       | 5        | 7        | 12       | +6       | 6        |
| 2010/2011       | Барыс-2         | Чемпионат Казахстана | 44               | 23               | 19               | 42               | +21              | 44               | 14       | 4        | 2        | 6        | -2       | 16       |
| 2010/2011       | Барыс           | КХЛ                  | 2                | 0                | 0                | 0                | --               | 0                | —        | —        | —        | —        | —        | —        |
| 2011/2012       | Барыс-2         | Чемпионат Казахстана | 8                | 3                | 1                | 4                | -1               | 8                | —        | —        | —        | —        | —        | —        |
| 2011/2012       | Барыс           | КХЛ                  | 5                | 0                | 0                | 0                | --               | 4                | —        | —        | —        | —        | —        | —        |
| Всего в КХЛ     | Всего в КХЛ     | Всего в КХЛ          | 22               | 0                | 0                | 0                | -5               | 6                | 10       | 0        | 0        | 0        | -3       | 0        |
| Всего в карьере | Всего в карьере | Всего в карьере      | 239              | 93               | 76               | 169              | +29              | 232              | 45       | 9        | 10       | 19       | +2       | 24       |